# レガシーオブストレングス
レガシーオブストレングス（欧字名:Legacy of Strength、1982年5月7日 - 不明）はアメリカ合衆国生産の競走馬、繁殖牝馬。競走馬としてはわずか1勝で引退したが、繁殖牝馬として日本に輸入された後、スティンガーら3頭の重賞馬の母となった。

## 生涯
1985年6月13日、ベルモントパーク競馬場で開催されたメイドン競走でデビューし5着。11日後の2戦目で初勝利を収めた。ステークス競走に出走したのは1回だけで、条件戦で出走を重ねた。1986年8月2日のレースを最後に引退。
1987年秋、Buckarooの仔を受胎した状態でファシグ・ティプトンのミックスセールに上場され、17万5000ドルで落札された。その後日本に輸入され、社台ファームで繁殖生活を送った。初子のレガシーオブゼルダが1990年の京成杯3歳ステークスで2着に入るなど重賞戦線で活躍すると、サンデーサイレンスとの配合で生産した4番仔のサイレントハピネスが1995年のサンケイスポーツ賞4歳牝馬特別を制し、産駒初の重賞勝利を達成。また1998年には8番仔でサイレントハピネスの全妹スティンガーが阪神3歳牝馬ステークスを制し、晴れてGI馬の母となった。
2004年5月12日に出産したマンハッタンカフェとの仔（のちのアーバニティ）が最後の産駒となり、2005年3月1日に用途変更となった。

## 繁殖成績
|        | 生年   | 馬名                           | 性      | 毛色   | 父                 | 馬主                       | 管理調教師                     | 戦績            | 出典   |
| ------ | ------ | ------------------------------ | ------- | ------ | ------------------ | -------------------------- | ------------------------------ | --------------- | ------ |
| 初仔   | 1988年 | レガシーオブゼルダ             | 牡      | 栗毛   | Buckaroo           | 吉田照哉                   | 美浦・藤沢和雄                 | 30戦4勝         | [ 4 ]  |
| 2番仔  | 1990年 | ラグナロック                   | 牡      | 栗毛   | ノーザンテースト   | 吉田照哉                   | 美浦・藤沢和雄                 | 4戦1勝          | [ 5 ]  |
| 3番仔  | 1991年 | ダイイチフローネ               | 牝      | 栗毛   | リアルシャダイ     | 辻本春雄                   | 栗東・伊藤雄二                 | 14戦4勝（繁殖） | [ 6 ]  |
| 4番仔  | 1992年 | サイレントハピネス             | 牝      | 鹿毛   | サンデーサイレンス | 吉田照哉                   | 美浦・藤沢和雄                 | 16戦4勝（繁殖） | [ 7 ]  |
| 5番仔  | 1993年 | レガシーオブストレングスの1993 | 牡      | 鹿毛   | サンデーサイレンス |                            |                                | 不出走          | [ 8 ]  |
| 6番仔  | 1994年 | サイレントレガシー             | 牝      | 黒鹿毛 | サンデーサイレンス | 吉田照哉                   | 美浦・国枝栄                   | 14戦3勝（繁殖） | [ 9 ]  |
| 7番仔  | 1995年 | レガシーヴィーナス             | 牝      | 鹿毛   | トニービン         | 吉田照哉                   | 美浦・藤沢和雄                 | 8戦0勝（繁殖）  | [ 10 ] |
| 8番仔  | 1996年 | スティンガー                   | 牝      | 鹿毛   | サンデーサイレンス | 吉田照哉                   | 美浦・藤沢和雄                 | 21戦7勝（繁殖） | [ 11 ] |
| 9番仔  | 1997年 | ベルモット                     | 牝      | 栗毛   | サンデーサイレンス | 社台レースホース           | 美浦・伊藤正徳                 | 23戦3勝（繁殖） | [ 12 ] |
| 10番仔 | 1998年 | ブロンクス                     | 牡→セン | 栗毛   | サンデーサイレンス | 社台レースホース →吉田照哉 | 美浦・伊藤正徳 →園田・曾和直榮 | 14戦2勝         | [ 13 ] |
| 11番仔 | 2000年 | ワイアットアープ               | 牡      | 鹿毛   | サンデーサイレンス | 大迫久美子                 | 栗東・大根田裕之               | 40戦3勝         | [ 14 ] |
| 12番仔 | 2001年 | リトミックダンス               | 牝      | 鹿毛   | ダンスインザダーク | 社台レースホース           | 美浦・加藤征弘                 | 7戦1勝（繁殖）  | [ 15 ] |
| 13番仔 | 2002年 | デビル                         | 牡      | 栗毛   | フレンチデピュティ | 青山洋一                   | 栗東・森秀行                   | 24戦0勝         | [ 16 ] |
| 14番仔 | 2003年 | レガシーオブキング             | 牡      | 鹿毛   | ダンスインザダーク | 奥正之                     | 佐賀・中川竜馬                 | 8戦1勝          | [ 17 ] |
| 15番仔 | 2004年 | アーバニティ                   | 牡      | 黒鹿毛 | マンハッタンカフェ | 社台レースホース           | 美浦・古賀慎明                 | 34戦9勝         | [ 18 ] |

## 主要なファミリーライン
- Crab Mare 1700年代 ---No.9-c始祖
  - （17代省略）
    - Blue Delight 1938 ←---ブルーディライト牝系へ
      - Real Delight 1949
        - Heliolight 1957
          - Minnetonka 1967
            - Katonka 1972
              - *レガシーオブストレングス 1982---↓（改行）

太字はGI級競走優勝馬。*は日本に輸入された馬。
---↓レガシーオブストレングス牝系
- *レガシーオブストレングス 1982
  - レガシーオブゼルダ 1988（OP1勝）
  - ダイイチフローネ 1991
    - フローテーション 2005（OP1勝、菊花賞2着）
    - リバティーフロー 2006（黒潮マイルCS）

  - サイレントハピネス 1992（サンスポ賞4歳牝馬特別、ローズS）
    - ハッピーペインター 1998
      - ハギノハイブリッド 2011（京都新聞杯）

    - サイレントメロディ 2007（マーチS）

  - スティンガー 1996（阪神3歳牝馬S、サンスポ賞4歳牝馬特別、京王杯スプリングC）
    - サトノギャラント 2009（キャピタルSなどOP2勝）

  - ベルモット 1997
    - レッドファルクス 2011（スプリンターズS、京王杯スプリングC、CBC賞）

  - リトミックダンス 2001
    - フォーエバーマーク 2008（キーンランドC）

  - アーバニティ 2004（オーシャンS）

牝系図の出典：牝系検索α

## 血統表
| レガシーオブストレングスの血統 | レガシーオブストレングスの血統   | レガシーオブストレングスの血統 | （血統表の出典）     | （血統表の出典） |
| 父系                           | レイズアネイティヴ系             | レイズアネイティヴ系           | レイズアネイティヴ系 |                  |
| 父 Affirmed 栗毛 1975          | 父の父Exclusive Native 栗毛 1965 | Raise a Native                 | Native Dancer        | Native Dancer    |
| 父 Affirmed 栗毛 1975          | 父の父Exclusive Native 栗毛 1965 | Raise a Native                 | Raise You            |                  |
| 父 Affirmed 栗毛 1975          | 父の父Exclusive Native 栗毛 1965 | Exclusive                      | Shut Out             | Shut Out         |
| 父 Affirmed 栗毛 1975          | 父の父Exclusive Native 栗毛 1965 | Exclusive                      | Good Example         |                  |
| 父 Affirmed 栗毛 1975          | 父の母Won't Tell You 鹿毛 1962   | Crafty Admiral                 | Fighting Fox         | Fighting Fox     |
| 父 Affirmed 栗毛 1975          | 父の母Won't Tell You 鹿毛 1962   | Crafty Admiral                 | Admiral's Lady       |                  |
| 父 Affirmed 栗毛 1975          | 父の母Won't Tell You 鹿毛 1962   | Scarlet Ribbon                 | Volcanic             | Volcanic         |
| 父 Affirmed 栗毛 1975          | 父の母Won't Tell You 鹿毛 1962   | Scarlet Ribbon                 | Native Valor         |                  |
| 母 Katonka 鹿毛 1972           | 母の父Minnesota Mac 鹿毛 1964    | Rough'n Tumble                 | Free For All         | Free For All     |
| 母 Katonka 鹿毛 1972           | 母の父Minnesota Mac 鹿毛 1964    | Rough'n Tumble                 | Roused               |                  |
| 母 Katonka 鹿毛 1972           | 母の父Minnesota Mac 鹿毛 1964    | Cow Girl                       | Mustang              | Mustang          |
| 母 Katonka 鹿毛 1972           | 母の父Minnesota Mac 鹿毛 1964    | Cow Girl                       | Ate                  |                  |
| 母 Katonka 鹿毛 1972           | 母の母Minnetonka 鹿毛 1967       | Chieftain                      | Bold Ruler           | Bold Ruler       |
| 母 Katonka 鹿毛 1972           | 母の母Minnetonka 鹿毛 1967       | Chieftain                      | Pocahontas           |                  |
| 母 Katonka 鹿毛 1972           | 母の母Minnetonka 鹿毛 1967       | Heliolight                     | Helioscope           | Helioscope       |
| 母 Katonka 鹿毛 1972           | 母の母Minnetonka 鹿毛 1967       | Heliolight                     | Real Delight         |                  |
| 母系(F-No.)                    | (FN:9-c)                         | (FN:9-c)                       | (FN:9-c)             | [ § 2 ]          |
| 5代内の近親交配                | アウトブリード                   | アウトブリード                 | アウトブリード       | [ § 3 ]          |
| 出典                           | 1. 2. 3.                         | 1. 2. 3.                       | 1. 2. 3.             | 1. 2. 3.         |

- 母Katonkaは1975年の米G3オープンファイアステークス優勝馬。
- 4代母Real Delightは1952年アメリカ最優秀古牝馬。
- そのほかの主な近親に2005年愛チャンピオンステークスなどGI3勝のOratorio。